# Allat Dorsa
Gli Allat Dorsa sono una struttura geologica della superficie di Venere.